# 니암 윌슨
니암 윌슨(Niamh Wilson, 1997년 3월 9일 ~ )은 캐나다의 영화배우이다.
오크빌에서 태어났다.

## 방송
- 헴록 그로브 시즌1

## 영화
- 작은 거인들 (2018년) - 마우스 역
- 맵 투 더 스타 (2014년) - 샘 역
- 스피벳:천재 발명가의 기묘한 여행 (2013년) - 그레이시 역
- 프레너미스 (2012년)
- 쏘우 5 (2008년)
- 마쉬 (2006년)
- 넥스트 도어 (2006년)
- 쏘우 3 (2006년) - 코벳 역
- 헌팅 사라 (2005년)
- 북극광 (2005년)
- 뉴요커의 사랑 (2004년)